# Kevin Kuske
Kevin Kuske (Potsdam, RDA, 4 de enero de 1979) es un deportista alemán que compite en bobsleigh en las modalidades doble y cuádruple.
Participó en cinco Juegos Olímpicos de Invierno, entre los años 2002 y 2018, obteniendo en total seis medallas: oro en Salt Lake City 2002, en la prueba cuádruple (junto con André Lange, Enrico Kühn y Carsten Embach); dos oros en Turín 2006, en doble (con André Lange) y en cuádruple (con André Lange, René Hoppe y Martin Putze); oro y plata en Vancouver 2010, en doble (con André Lange) y en cuádruple (con André Lange, Alexander Rödiger y Martin Putze), y plata en Pyeongchang 2018, en cuádruple (con Nico Walther, Alexander Rödiger y Eric Franke).
Ganó 15 medallas en el Campeonato Mundial de Bobsleigh entre los años 2003 y 2017, y 22 medallas en el Campeonato Europeo de Bobsleigh entre los años 2002 y 2017.

## Palmarés internacional
| Juegos Olímpicos   | Juegos Olímpicos                | Juegos Olímpicos  | Juegos Olímpicos |
| Año                | Lugar                           | Medalla           | Prueba           |
| ------------------ | ------------------------------- | ----------------- | ---------------- |
| 2002               | Salt Lake City (Estados Unidos) | Medalla de oro    | Cuádruple        |
| 2006               | Turín (Italia)                  | Medalla de oro    | Doble            |
| 2006               | Turín (Italia)                  | Medalla de oro    | Cuádruple        |
| 2010               | Vancouver (Canadá)              | Medalla de oro    | Doble            |
| 2010               | Vancouver (Canadá)              | Medalla de plata  | Cuádruple        |
| 2018               | Pyeongchang (Corea del Sur)     | Medalla de plata  | Cuádruple        |
| Campeonato Mundial |                                 |                   |                  |
| Año                | Lugar                           | Medalla           | Prueba           |
| 2003               | Lake Placid (Estados Unidos)    | Medalla de oro    | Doble            |
| 2003               | Lake Placid (Estados Unidos)    | Medalla de oro    | Cuádruple        |
| 2004               | Königssee (Alemania)            | Medalla de oro    | Cuádruple        |
| 2004               | Königssee (Alemania)            | Medalla de bronce | Doble            |
| 2005               | Calgary (Canadá)                | Medalla de oro    | Cuádruple        |
| 2005               | Calgary (Canadá)                | Medalla de plata  | Doble            |
| 2007               | Sankt Moritz (Suiza)            | Medalla de oro    | Doble            |
| 2007               | Sankt Moritz (Suiza)            | Medalla de bronce | Cuádruple        |
| 2008               | Altenberg (Alemania)            | Medalla de oro    | Doble            |
| 2008               | Altenberg (Alemania)            | Medalla de oro    | Cuádruple        |
| 2009               | Lake Placid (Estados Unidos)    | Medalla de plata  | Cuádruple        |
| 2011               | Königssee (Alemania)            | Medalla de plata  | Doble            |
| 2012               | Lake Placid (Estados Unidos)    | Medalla de plata  | Cuádruple        |
| 2012               | Lake Placid (Estados Unidos)    | Medalla de bronce | Doble            |
| 2017               | Königssee (Alemania)            | Medalla de bronce | Cuádruple        |
| Campeonato Europeo |                                 |                   |                  |
| Año                | Lugar                           | Medalla           | Prueba           |
| 2002               | Cortina d'Ampezzo (Italia)      | Medalla de oro    | Cuádruple        |
| 2002               | Cortina d'Ampezzo (Italia)      | Medalla de plata  | Doble            |
| 2003               | Winterberg (Alemania)           | Medalla de plata  | Doble            |
| 2004               | Sankt Moritz (Suiza)            | Medalla de oro    | Cuádruple        |
| 2004               | Sankt Moritz (Suiza)            | Medalla de bronce | Doble            |
| 2006               | Sankt Moritz (Suiza)            | Medalla de oro    | Doble            |
| 2006               | Sankt Moritz (Suiza)            | Medalla de plata  | Cuádruple        |
| 2007               | Cortina d'Ampezzo (Italia)      | Medalla de oro    | Cuádruple        |
| 2007               | Cortina d'Ampezzo (Italia)      | Medalla de bronce | Doble            |
| 2008               | Cesana (Italia)                 | Medalla de plata  | Doble            |
| 2008               | Cesana (Italia)                 | Medalla de bronce | Cuádruple        |
| 2010               | Igls (Austria)                  | Medalla de oro    | Cuádruple        |
| 2010               | Igls (Austria)                  | Medalla de plata  | Doble            |
| 2011               | Winterberg (Alemania)           | Medalla de plata  | Doble            |
| 2011               | Winterberg (Alemania)           | Medalla de plata  | Cuádruple        |
| 2012               | Altenberg (Alemania)            | Medalla de oro    | Doble            |
| 2012               | Altenberg (Alemania)            | Medalla de bronce | Cuádruple        |
| 2013               | Igls (Austria)                  | Medalla de plata  | Doble            |
| 2013               | Igls (Austria)                  | Medalla de bronce | Cuádruple        |
| 2014               | Königssee (Alemania)            | Medalla de bronce | Doble            |
| 2016               | Sankt Moritz (Suiza)            | Medalla de bronce | Doble            |
| 2017               | Winterberg (Alemania)           | Medalla de plata  | Cuádruple        |